# Горан Јурић
Горан Јурић (Мостар, 5. фебруар 1963) бивши је хрватски фудбалер.

## Каријера
Током каријере играо је за Вележ Мостар, Црвену звезду, Селту из Вига, Динамо из Загреба и многе друге клубове.

## Репрезентација
За репрезентацију Југославије дебитовао је 1988. године, наступао за Хрватску на Светском првенству 1998. године.

## Статистика
| Југославија | Југославија | Југославија |
| Год.        | Ута.        | Гол.        |
| ----------- | ----------- | ----------- |
| 1988        | 3           | 0           |
| 1989        | 1           | 0           |
| Укупно      | 4           | 0           |
| Хрватска    |             |             |
| Год.        | Ута.        | Гол.        |
| 1997        | 7           | 0           |
| 1998        | 3           | 0           |
| 1999        | 5           | 0           |
| Укупно      | 15          | 0           |